# Wolfgang Engstfeld

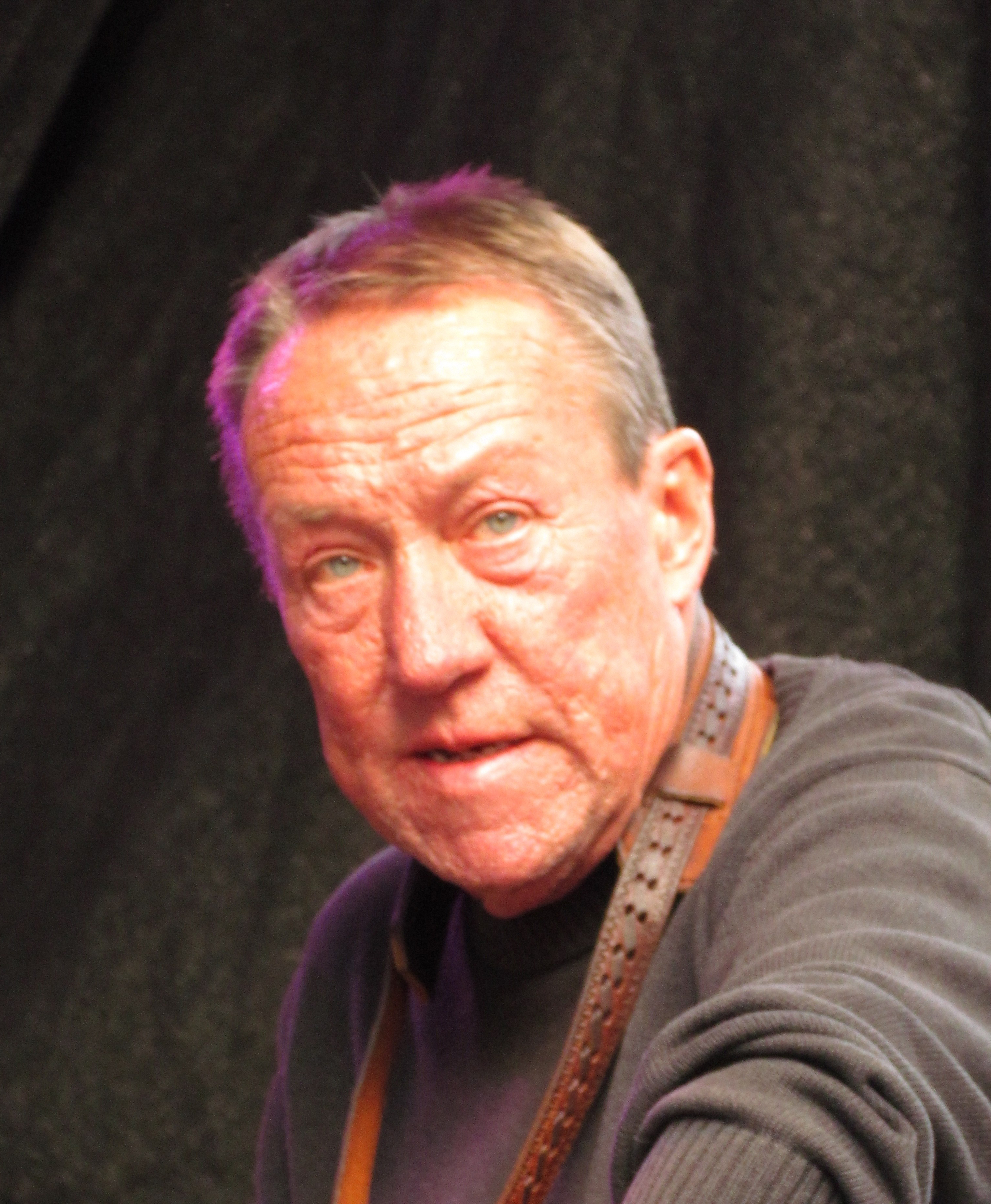
Wolfgang Engstfeld (2012)

Wolfgang „Wölfi“ Engstfeld (* 9. Dezember 1950 in Düsseldorf; † 18. September 2023 ebenda) war ein deutscher Jazzsaxophonist und Komponist.

## Leben und Wirken
Engstfeld lernte mit vierzehn Jahren Saxophon und studierte Musik in Düsseldorf und Graz und erhielt 1973 den Förderpreis für Musik der Stadt Düsseldorf. Er gründete Anfang der 1970er Jahre das dem Jazz-Rock verpflichtete Quintett „Jazztrack“ mit Uli Beckerhoff, Sigi Busch, Heinrich Hock und dem belgischen Pianisten Michel Herr bzw. Christoph Spendel an den Keyboards. Ab 1978 wirkte er in der Gruppe „Changes“ (mit Ed Kröger) sowie dem „Wolfgang Engstfeld/Michel Herr-Quartett“ (mit dem amerikanischen Schlagzeuger Leroy Lowe und dem schwedischen Bassisten Palle Danielsson, später ersetzt durch Isla Eckinger und Detlev Beier) mit. Ab den 1980er Jahren tourte er mit dem Trio „Engstfeld-Plümer-Weiss“ (mit Gunnar Plümer am Kontrabass und Peter Weiss am Schlagzeug), welches unter anderem mit den Trompetern Terumasa Hino und Randy Brecker zusammenarbeitete, und ab 1988 mit dem „Engstfeld-Weiss-Quartett“ (dem Hendrik Soll und Christian Ramond angehörten).
Im Laufe der Jahre arbeitete Engstfeld mit vielen deutschen und internationalen Jazzmusikern zusammen, unter anderem John Scofield, Chet Baker, Toto Blanke, Rainer Brüninghaus, Jon Christensen, Wolfgang Dauner, Bob Degen, Axel Fischbacher, Ralf Hübner, Volker Kriegel, Albert Mangelsdorff, Charlie Mariano, Manfred Schoof, Christoph Spendel, Jasper van’t Hof, Ack van Rooyen, Eberhard Weber und Norma Winstone.
Engstfelds Spielweise war im modernen akustischen Jazz der Hard-Bop-Richtung angesiedelt. Er spielte hauptsächlich Tenorsaxophon und hatte einen kraftvollen und dennoch lyrischen Ausdruck. Die lyrischen Seiten kamen besonders auf dem Sopransaxophon zur Geltung (beispielsweise bei der Ballade und Titelnummer „Continuous Flow“ mit dem Engstfeld-Herr-Quartett). Seit dem Anfang seiner Laufbahn bestritt Engstfeld einen Großteil seines Repertoires durch eigene Kompositionen, die sich durch eine ähnlich energiegeladene Lyrik auszeichneten wie sein Saxophonspiel.
Nach Lehrtätigkeiten auf Kursen und an Hochschulen war Engstfeld von 1992 bis 2016 als Professor im Hauptfach Saxophon an der Musikhochschule Köln tätig.
Er verstarb am 18. September 2023 im Alter von 72 Jahren an den Folgen einer Krebserkrankung.

## Diskografische Hinweise

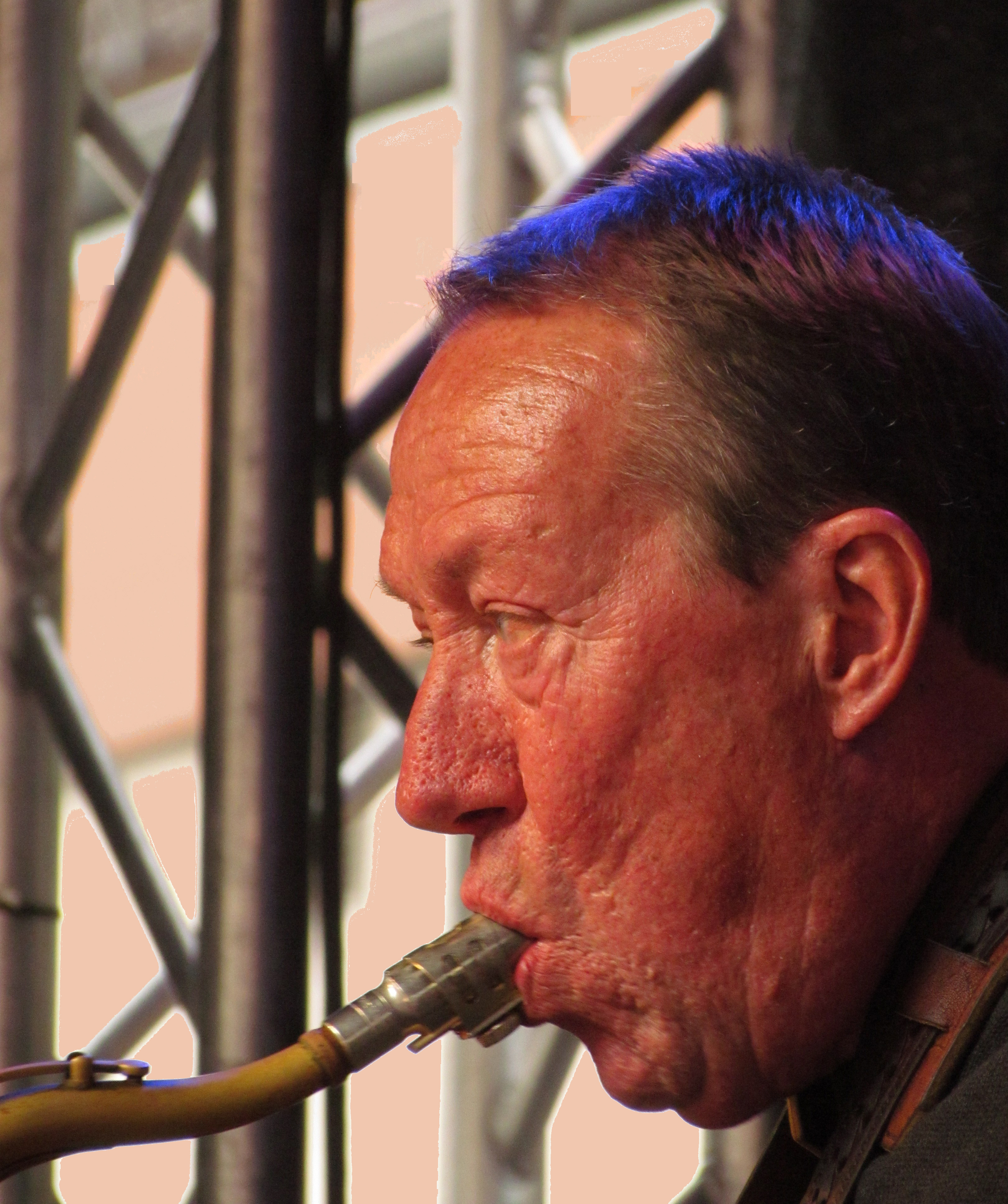
Wolfgang Engstfeld (2012)

- Jazztrack First Call, 1975 (LP, Happy Bird/Bellaphon 5015; CD reissue Pastels CD 20.1614)
- Jazztrack Listen
- Jazztrack Flying Stork
- Michel Herr/Wolfgang Engstfeld Perspective, 1978 (LP, B. Sharp 1003, reissued on CD: CDS 082)
- Engstfeld/Herr/Danielsson/Lowe Continuous Flow, (1980; LP Mood 28614)
- Changes Home Again und Some more
- Engstfeld/Plümer/Weiss Direct to Disk und Drivin
- Engstfeld/Plümer/Weiss feat. R. Brecker Mr. Max und Together
- Engstfeld/Weiss-Quartett Songs and Ballads, Upside down, 59:59, Lisboa und Dichterliebe
- Michel Herr Quintett Notes of Life (Igloo Igl 142)
- Matthias Bröde European Faces, 1999 Edition Collage EC517-2

## Lexigraphische Einträge
- Martin Kunzler: Jazz-Lexikon. Band 1: A–L (= rororo-Sachbuch. Bd. 16512). 2. Auflage. Rowohlt, Reinbek bei Hamburg 2004, ISBN 3-499-16512-0.